# Xã Wellington, Quận Renville, Minnesota
Xã Wellington (tiếng Anh: Wellington Township) là một xã thuộc quận Renville, tiểu bang Minnesota, Hoa Kỳ. Năm 2010, dân số của xã này là 185 người.